# COSCO-K-Klasse
Die COSCO-K-Klasse ist eine Klasse von Halbtaucherschiffen der chinesischen Reederei COSCO Shipping Specialized Carriers.

## Geschichte
Die Schiffe wurden auf der Werft Guangzhou Shipyard International in Guangzhou gebaut und im Dezember 2002 bzw. August 2003 fertiggestellt. Im Herbst 2004 bzw. Herbst 2008 wurden sie umgebaut. Dabei wurden die Rümpfe verbreitert – die Schiffe waren zunächst 32,2 m breit – und am Heck Auftriebskörper auf dem Deck angebracht.

### Angriff auf dieTai An Kouim November 2010
Am 20. November 2010 wurde die Tai An Kou im Arabischen Meer vor der Küste des Oman von somalischen Piraten überfallen. Die Besatzung konnte sich in einem Schutzraum verschanzen und einen Notruf absetzen.
Die Lewis and Clark des Military Sealift Command und die Winston S. Churchill der United States Navy kamen dem Schiff zu Hilfe, woraufhin die Piraten flohen.

## Technische Daten und Ausstattung
Der Antrieb der Schiffe erfolgt dieselelektrisch durch zwei von Siemens-Elektromotoren mit jeweils 5.000 kW Leistung angetriebene Siemens-Schottel-Propellergondeln. Die Reisegeschwindigkeit der Schiffe beträgt etwa 14 kn. Die Schiffe sind mit zwei Bugstrahlrudern mit jeweils 800 kW Leistung ausgestattet. Sie verfügen über ein System zur dynamischen Positionierung (DP-2).
Die Stromerzeugung für die Antriebsmotoren erfolgt durch drei Generatoren, die von Neunzylinder-Dieselmotoren des Herstellers Wärtsilä (Typ: 9R32) mit zusammen 10.125 kW Leistung angetrieben werden. Der Strombedarf des Bordnetzes und die eventuell nötige Stromversorgung des Transportgutes wird von drei Dieselgeneratoren mit 3.900 kW Leistung und einen Dieselgenerator mit 900 kW Leistung sichergestellt.
Das Deck ist 125 × 36 m groß. Durch die Nachrüstung der Auftriebskörper am Heck der Schiffe verringerte sich die nutzbare Fläche des Decks. Die Länge des Decks vom Vorschiff bis zu den Auftriebskörpern beträgt 114 m, der Zwischenraum zwischen den beiden Auftriebskörper beträgt 22 m. Das Deck kann mit 18 t/m² belastet werden. Im getauchten Zustand liegt das Deck maximal neun Meter tief.
Die Decksaufbauten befinden sich im Bugbereich der Schiffe auf dem 30 m hohen Vorschiff. Hinter den Decksaufbauten sind auf beiden Seiten Krane installiert, die jeweils 15 t heben können.
An Bord können neben der Schiffsbesatzung zwölf zusätzliche Personen untergebracht werden.
Der Rumpf der Schiffe ist eisverstärkt (Eisklasse B).

## Schiffe
| K-Klasse       | K-Klasse  | K-Klasse   | K-Klasse          |
| Bauname        | Baunummer | IMO-Nummer | Ablieferung       |
| -------------- | --------- | ---------- | ----------------- |
| Tai An Kou     | 9130012   | 9223277    | 18. Dezember 2002 |
| Kang Sheng Kou | 9130013   | 9223289    | 28. August 2003   |

Die Schiffe werden unter der Flagge Chinas mit Heimathafen Guangzhou betrieben.